# Christine Gibbons
Pour les articles homonymes, voir Gibbons (homonymie).
Christine Gibbons est une athlète américaine née le 7 octobre 1961. Spécialiste de l'ultra-trail, elle a notamment remporté la Vermont 100 Mile Endurance Run en 1989 et 1991 ainsi que la Leadville Trail 100 en 1993.

## Résultats
| no  | féminin           | Course              | Longueur | Départ            | Temps            |
| --- | ----------------- | ------------------- | -------- | ----------------- | ---------------- |
| 23e | Médaille d'argent | Leadville Trail 100 | 100 mi   | 20 août 1988      | 23 h 25 min 05 s |
| 7e  | Médaille d'or     | Vermont 100         | 100 mi   | 29 juillet 1989   | 17 h 42 min 35 s |
| 11e | Médaille d'argent | Leadville Trail 100 | 100 mi   | 19 août 1989      | 22 h 11 min 39 s |
| 9e  | Médaille d'or     | Vermont 100         | 100 mi   | 27 juillet 1991   | 18 h 12 min 00 s |
| 17e | Médaille d'argent | Wasatch Front 100   | 100 mi   | 11 septembre 1992 | 27 h 11 min 17 s |
| 4e  | Médaille d'or     | Leadville Trail 100 | 100 mi   | 21 août 1993      | 20 h 55 min 59 s |